# Hélice-coude-hélice
Ne doit pas être confondu avec Hélice-boucle-hélice.
Pour les articles homonymes, voir HTH.

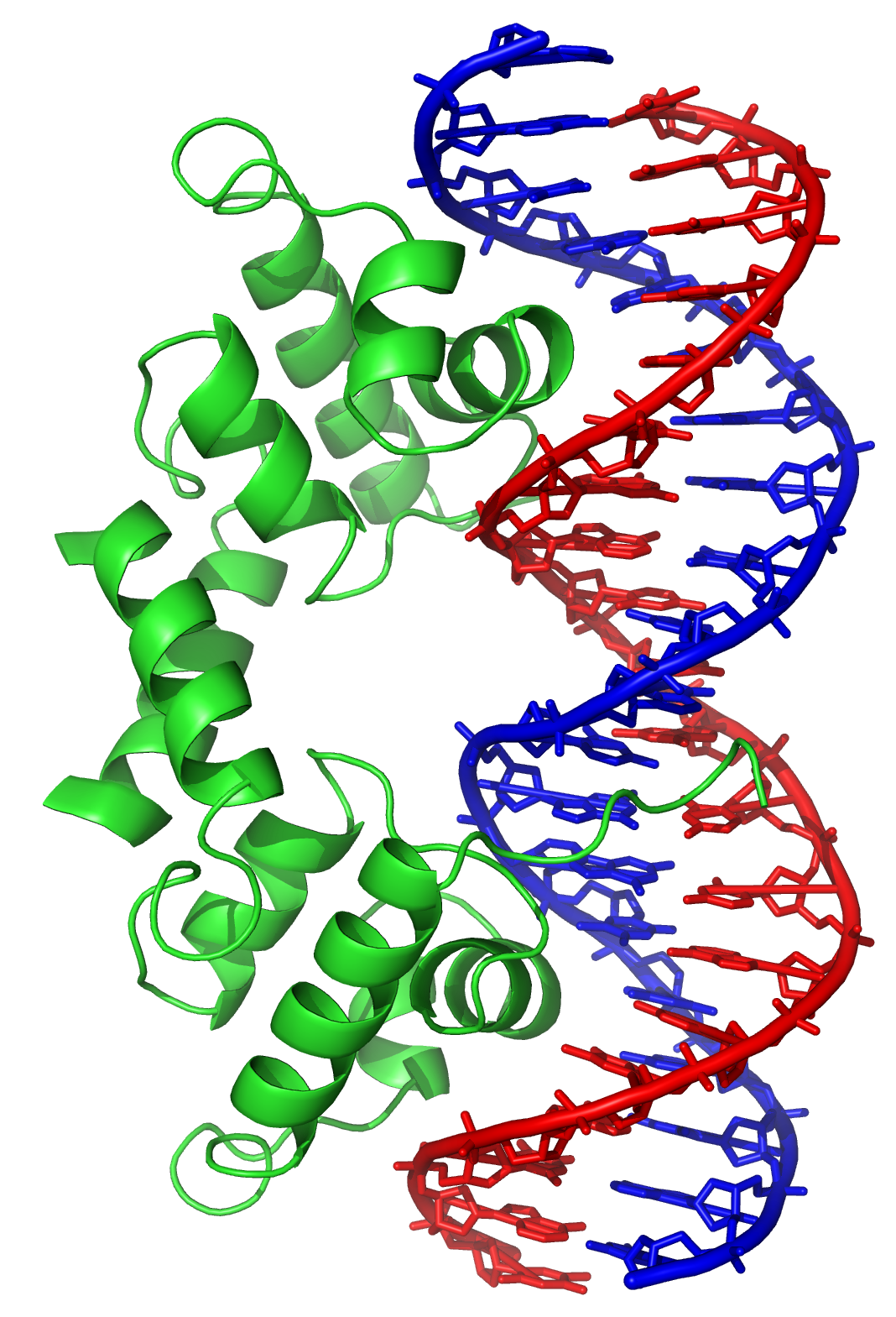
Reconstitution de l'interaction du répresseur du phage λ avec l'opérateur λ sur un segment d'ADN.

Un domaine hélice-coude-hélice (HTH, ou Helix-Turn-Helix en anglais) est un élément de structure secondaire des protéines et un motif structurel important des protéines de liaison à l'ADN. Distinct du domaine hélice-boucle-hélice avec lequel il ne doit pas être confondu, il est formé de deux hélices α reliées par un court segment fléchi et est présent dans de nombreuses protéines intervenant dans la régulation de l'expression génétique. Son identification résulte de l'observation de similitudes entre des gènes codant les protéines Cro, CAP (en) et répresseur λ de régulation de la transcription chez le phage λ et Escherichia coli, qui se trouvent posséder en commun une séquence de 20 à 25 résidus d'acides aminés facilitant la reconnaissance de l'ADN,,,.

## Structure et typologies
La structure hélice-coude-hélice est un motif de liaison à l'ADN. Les deux hélices α assurent la reconnaissance et la liaison à l'ADN, l'une à l'extrémité N-terminale et l'autre à l'extrémité C-terminale. Dans la plupart des cas, comme pour le répresseur Cro, c'est la seconde hélice α (côté C-terminal) qui intervient le plus dans la reconnaissance de l'ADN, de sorte qu'on l'appelle hélice de reconnaissance. Elle se lie au grand sillon de l'ADN à travers une série de liaisons hydrogène et d'interaction de Van der Waals avec les bases exposées à ce sillon. L'autre hélice α, côté N-terminal, stabilise l'interaction entre la protéine et l'ADN, mais ne joue pas de rôle particulier dans la reconnaissance de cet ADN. Ces deux hélices partagent toujours la même orientation relative.
Il existe plusieurs types de motifs hélice-coude-hélice en fonction de leur structure et de l'arrangement tridimensionnel des hélices,,. Certains sont décrits ci-dessous :
- À deux hélices — C'est le plus simple de ces motifs. Un homéodomaine enroulé comprenant deux hélices α et le coude a été identifié comme domaine protéique à repliement indépendant ultrarapide[9].
- À trois hélices — On en trouve un exemple dans l'activateur de transcription MYB (en)[10].
- À quatre hélices et plus — Le motif HTH à quatre hélices possède une hélice C-terminale de plus que le motif à trois hélices. On le trouve dans le domaine HTH de liaison à l'ADN de type LuxR (en) des facteurs de transcription bactériens et dans le motif HTH des répresseurs TetR (en)[11]. Il existe également des motifs HTH possédant encore davantage d'hélices[12].
- HTH « ailé » — le motif HTH ailé (wHTH, pour winged helix-turn-helix) est formé d'un faisceau de trois hélices α et d'un feuillet β à trois ou quatre brins formant un aile. La géométrie de ces éléments varie selon les différents motifs wHTH. Celui de la famille des facteurs de transcription ETS (en), par exemple, est formé d'un motif HTH et d'un feuillet β à quatre brins formant un échafaudage dans l'ordre α1-β1-β2-α2-α3-β3-β4, la troisième hélice étant celle de reconnaissance[13],[14].
- Autres motifs HTH modifiés — Le domaine de liaison à l'ADN du régulateur de résistance aux antibiotiques multiple MarR présente un motif HTH ailé possédant une hélice C-terminale supplémentaire[15].